# James Rood Doolittle
Pour les articles homonymes, voir James Doolittle (homonymie) et Doolittle (homonymie).
James Rood Doolittle (3 janvier 1815 – 23 juillet 1897) est un homme politique américain, sénateur du Wisconsin au Congrès des États-Unis de 1857 à 1869.

## Biographie
James Rood Doolittle est né le 3 janvier 1815 à Hampton dans l'État de New York. Il étudie le droit et est admis au barreau en 1837.
Il s'installe à Racine dans le Wisconsin en 1851 puis est élu en 1857 au Sénat des États-Unis sous les couleurs du Parti républicain. Il occupe ce poste jusqu'en 1869 puis tente de devenir gouverneur  du Wisconsin sous l'étiquette du Parti démocrate mais échoue à remporter l'élection.
Il meurt le 23 juillet 1897 à Edgewood dans le Rhode Island.